# NGC 3403
NGC 3403 ist eine Spiralgalaxie vom Hubble-Typ Sbc im Sternbild Drache am Nordsternhimmel. Sie ist schätzungsweise 62 Millionen Lichtjahre von der Milchstraße entfernt.
Das Objekt wurde am 3. April 1785 vom deutsch-britischen Astronomen William Herschel entdeckt.